# Chain of Fools
«Chain of Fools» — песня американской певицы Ареты Франклин. Сначала в ноябре 1967 года была издана отдельным синглом, потом на вышедшем в январе следующего (1968-го) года на студийном альбоме Lady Soul.
Песня поднялась на 1 место в жанровом ритм-н-блюзовом чарте американского журнала «Билборд» и провела на самой вершине 4 недели. Во всежанровой «Горячей сотне» (Billboard Hot 100) песня в январе 1968 года добралась до 2-й позиции.

## Премии
Песня была отмечена премией «Грэмми» в категории «Лучшая вокальная работа в стиле ритм-энд-блюз».

## Признание
В 2001 году оригинальный сингл Ареты Франклин с этой песней (вышедший в 1967 году на лейбле Atlantic Records) был принят в Зал славы премии «Грэмми».
Кроме того, песня «Chain Of Fools» в исполнении Ареты Франклин вместе с ещё тремя её песнями — «I Never Loved a Man (The Way I Love You)», «(You Make Me Feel Like) A Natural Woman» и «Respect» — входит в составленный Залом славы рок-н-ролла список 500 Songs That Shaped Rock and Roll.
В 2004 году журнал Rolling Stone поместил песню «Chain of Fools» в оригинальном исполнении Ареты Франклин на 249 место своего списка «500 величайших песен всех времён».